# Beograđanka
La tour Beograđanka (en serbe cyrillique : Београђанка) est un gratte-ciel situé dans le centre-ville de Belgrade, la capitale de la Serbie. La tour est officiellement appelée le Palais Beograd (Палата Београд et Palata Beograd). Le bâtiment s'élève à une hauteur de 101 m.

## Histoire
La tour Beograđanka fut construite de 1969 à 1974 par l'architecte Branko Pešić. Elle fut élevée au cœur de la ville entre les places Terazije et Slavija et, plus précisément, entre les rues Kralja Milana et Masarikova ; cette position centrale renforce l'impression de hauteur que donnent ses 24 étages. Longtemps, la tour Beograđanka fut l'immeuble le plus haut de la capitale serbe.
La tour abrite un restaurant panoramique à son sommet. En revanche, pour des raisons de sécurité, l'établissement est fermé au public depuis les années 1990.

## Aujourd'hui
Les premiers étages de la tour sont occupés par le grand magasin Beograd ; on y trouve aussi les bureaux du Studio B (station de radio et de télévision de la ville de Belgrade) et ceux de TV Košava. Plus haut se trouvent les bureaux de la Société IKEA, ainsi que d'autres médias de la capitale, comme le quotidien Blic qui y conserve quelques bureaux. Le rez-de-chaussée est occupé par un magasin Chrysler, tandis que le sous-sol abrite un supermarché Maxi.